# Soul Survivors - Altre vite
Soul Survivors - Altre vite è un thriller statunitense del 2001.

## Trama
Cassandra, dopo essere rimasta ferita in un incidente stradale in cui ha perso la vita il suo ragazzo, comincia ad avere strane visioni e a lottare tra la vita e la morte ma in suo aiuto accorrono lo spirito del suo ragazzo, Sean, e Padre Jude.
Mentre lo spirito di Sean la guida verso l'amore, i suoi amici Annabel, Matt e Ravel cercano di trascinarla nelle tenebre.

## Uscite internazionali
- Uscita negli  USA: 7 settembre 2001
- Uscita in  Russia: 20 settembre 2001
- Uscita in  Italia: 10 maggio 2002
- Uscita in  Grecia: 11 ottobre 2002
- Uscita in  Brasile: 13 settembre 2002
- Uscita in  Islanda: 7 giugno 2002
- Uscita in  Spagna: 5 settembre 2003